# Фрідонія (містечко, Вісконсин)
Фрідонія (англ. Fredonia) — місто (англ. town) в США, в окрузі Озокі штату Вісконсин. Населення — 2279 осіб (2020).

## Демографія
Згідно з переписом 2010 року, у місті мешкали 2172 особи в 807 домогосподарствах у складі 640 родин. Було 840 помешкань
Расовий склад населення:
| - 97,7 % — білих - 0,2 % — чорних або афроамериканців - 0,1 % — вихідців з тихоокеанських островів - 0,1 % — корінних американців - 0,1 % — азіатів |

До двох чи більше рас належало 0,9 %. Частка іспаномовних становила 2,5 % від усіх жителів.
За віковим діапазоном населення розподілялося таким чином: 22,9 % — особи молодші 18 років, 64,7 % — особи у віці 18—64 років, 12,4 % — особи у віці 65 років та старші. Медіана віку мешканця становила 44,4 року. На 100 осіб жіночої статі у місті припадало 109,0 чоловіків;  на 100 жінок у віці від 18 років та старших — 108,5 чоловіків також старших 18 років.
Середній дохід на одне домашнє господарство  становив 95 607 доларів США (медіана — 81 923), а середній дохід на одну сім'ю — 96 252 долари (медіана — 87 344). Медіана доходів становила 60 273 долари для чоловіків та 48 382 долари для жінок. За межею бідності перебувало 2,2 % осіб, у тому числі 0,0 % дітей у віці до 18 років та 3,8 % осіб у віці 65 років та старших.
Цивільне працевлаштоване населення становило 1255 осіб. Основні галузі зайнятості: виробництво — 25,3 %, освіта, охорона здоров'я та соціальна допомога — 18,0 %, будівництво — 11,0 %, науковці, спеціалісти, менеджери — 8,6 %.